# 聖馬丁鎮 (聖路易省)
聖馬丁鎮，是阿根廷的城鎮，位於該國中北部聖路易省，是解放者聖馬丁將軍縣的首府，處於聖路易斯以北160公里，始建於1856年8月24日，海拔高度921米，2010年人口697。
32°34′40″S 65°40′30″W / 32.57778°S 65.67500°W